# Calvaire Lacoursière
Le calvaire Lacoursière est un calvaire construit en 1905 par Louis-Philippe Lacoursière (et restauré en 1965 par son fils Mgr François-Xavier Lacoursière M.Afr., évêque en Ouganda) situé à l'intersection du rang Nord et de la rue Principale à Batiscan. Il a été cité Immeuble patrimonial par la Municipalité de Batiscan en 2000.